# Akiha-ku
Akiha (秋葉区, Akiha-ku) est l'un des huit arrondissements de la ville de Niigata au Japon. Il est situé au sud de la ville.

## Histoire
L'arrondissement a été créé en 2007 lorsque Niigata est devenue une ville désignée par ordonnance gouvernementale.

## Démographie
En 2016, sa population est de 76 652 habitants pour une superficie de 95,38 km2, ce qui fait une densité de population de 804 hab./km2.

## Transport publics
L'arrondissement est desservi par les lignes Shin'etsu, Ban'etsu Ouest et Uetsu de la JR East. La gare de Niitsu est la principale gare de l'arrondissement.